# Clostridium cellulosi
Clostridium cellulosi è una specie di batterio appartenente alla famiglia delle Clostridiaceae.